# Trabalho, Lar e Botequim
Trabalho, Lar e Botequim é um livro do historiador brasileiro Sidney Chalhoub publicado pela primeira vez no ano de 1986, pela Editora da Unicamp, editora universitária vinculada a Universidade Estadual de Campinas (UNICAMP).

## Obra
A obra de Sidney Chalhoub, dialoga com sua dissertação de mestrado realizada na Universidade Federal Fluminense (UFF) concluída no ano de 1984, intitulado "Trabalho, Lar e Botequim: vida cotidiana e controle social da classe trabalhadora no Rio de Janeiro da Belle Époque".
O livro tem como intuito estudar e mapear a vida da classe trabalhadora carioca no começo do século XX. Neste mapeamento da vida da classe operária carioca, Chalhoub procura entender a rotina do cotidiano dos trabalhadores na sua vida de trabalho num contexto de pós-abolição e com a chegada maciça de imigrantes europeus no Brasil.
Neste trabalho de História social, por meio de processos criminais de homicídios ocorridos no Rio e jornais como o Correio da Manhã - que tinha como articulista o escritor Lima Barreto - Chalhoub buscou por meio destes documentos investigar e tentar criar a atmosfera da sociedade carioca nas primeiras décadas do Rio de Janeiro.
Outro ponto abordado na obra é a vida social dos trabalhadores e as formas de lazer que esta classe operária tinha para buscar alguma forma de entretenimento em suas horas de folga, já que a vida destas pessoas não eram nada abastadas.

## Publicações
A primeira impressão do livro ocorreu no ano de 1986. Posteriormente, em 2001 o livro ganhou uma nova remessa editorial. Atualmente, o livro encontra-se na sua terceira edição lançada no ano de 2011.